# Tephrosia nitens
Tephrosia nitens är en ärtväxtart som beskrevs av Berthold Carl Seemann. Tephrosia nitens ingår i släktet Tephrosia och familjen ärtväxter. Inga underarter finns listade i Catalogue of Life.